# Namcheon-dong
Namcheon-dong (koreanska: 남천동) är en stadsdel i staden Busan i den sydöstra delen av Sydkorea, 300 km sydost om huvudstaden Seoul. Den ligger i stadsdistriktet Suyeong-gu.
Administrativt är Namcheon-dong indelat i:
| Namn    | Namn                | Yta km² | Invånare 31 dec 2018 |
| ------- | ------------------- | ------- | -------------------- |
| 남천1동 | Namcheon 1(il)-dong | 0,99    | 14 463               |
| 남천2동 | Namcheon 2(i)-dong  | 0,66    | 12 153               |